# Miguel Herrera
Miguel Ernesto Herrera Aguirre (Cuautepec de Hinojosa, Hidalgo állam, 1968. március 18. –) egy mexikói válogatott labdarúgó, 2013-tól 2015-ig a mexikói labdarúgó-válogatott szövetségi kapitánya, 2017 májusától a Club América edzője volt. Beceneve El Piojo, ami azt jelenti: „A tetű”. 2021-ben a Tigres de la UANL irányítását vette át.

## Sikerei, díjai

### Edzőként
América
- Mexikói bajnok (2): 2013 Clausura, 2018 Apertura

Mexikói válogatott
- CONCACAF-aranykupa (1): 2015